# Aeroportul Skagway
Aeroportul Skagway (IATA: SGY, ICAO: PAGY, FAA LID: SGY) este un aeroport din Skagway⁠(d), Skagway Municipality⁠(d), Alaska, Statele Unite ale Americii ce deservește zona Skagway⁠(d). Aeroportul a fost tranzitat în 2019 de 16.088 de pasageri. A fost numit după zona deservită.
Situat la o altitudine de 13 m, aeroportul dispune de 1 pistă. Este operat de Alaska Department of Transportation & Public Facilities⁠(d).

## Infrastructură

### Piste
Aeroportul dispune de o singură pistă. Pista 02/20 are suprafața de asfalt și dimensiunile 3.550 picioare × 75 picioare. 